# Cécile Rouleau
Pour les articles homonymes, voir Rouleau.
Cécile Rouleau est une sociologue et syndicaliste québécoise née le 5 avril 1905 à Québec et morte le 3 janvier 1999. 

## Biographie
Elle est d'abord institutrice. Elle est cofondatrice du Syndicat des instituteurs et institutrices du Québec et cofondatrice de la Fédération des instituteurs et institutrices du Québec.
Elle est la fondatrice de la revue La Montée, qui devint L'Instruction publique, qu'elle dirigea pendant 20 ans.
En 1941, elle devient la première femme à occuper un poste de cadre au gouvernement du Québec. Elle est diplômée de la faculté des sciences sociales de l'Université Laval en 1943,.
Elle a écrit quelque 470 articles et ouvrages.
En son honneur, la bibliothèque de l'administration publique québécoise porte, depuis 2004, son nom,.

## Distinctions
- 1945 - Commandeur de l'Ordre du mérite scolaire de la Province de Québec[1]
- 1950 - Chevalière de la Société du bon parler français[1]
- 1967 - Officière de l'Ordre de la fidélité française du Conseil de la Vie française en Amérique[1]
- 1987 - Officière de l'Ordre national du Québec[1]
- 1988 - Membre de l'Ordre des francophones d'Amérique